# Diversibipalium multilineatum
Diversibipalium multilineatum ist eine Art großer, räuberisch lebender Landplanarien.

## Merkmale
Diversibipalium multilineatum hat einen länglichen Körper und erreicht eine Länge von ca. 21 Zentimetern. Das Vorderende ist halbmondförmig und setzt sich vom Körper ab. Die Grundfärbung der Rückenseite ist ein hellbrauner Ockerton mit fünf schwarzen bis dunkelbraunen Längsstreifen, wobei der mittlere dunkler, schmaler und scharfrandiger als die vier äußeren Streifen ist. Die Bauchseite hat ebenfalls eine hellbraune Ockerfärbung, ist jedoch blasser als die Rückenseite. Hier befinden sich drei Längsstreifen und eine weiße, ausgeprägte Kriechsohle.
Bei gefundenen Individuen konnte keine Geschlechtsöffnung nachgewiesen werden, so dass eine asexuelle Vermehrung vermutet wird.

## Verbreitung
Das ursprüngliche Verbreitungsgebiet von Diversibipalium multilineatum ist in Japan. Im Jahr 2014 wurde die Art im italienischen Bologna und an verschiedenen Orten in Frankreich erstmals außerhalb Asiens nachgewiesen. Somit ist sie eine invasive Art in Europa.